# 绢尺蛾属
绢尺蛾属（学名：Doratoptera）为尺蛾科的一个属。

## 下属物种
本属包括以下物种：
- 尖翅绢尺蛾 Doratoptera nicevillei Hampson, 1895